# Pjotr Velikij
Pjotr Velikij (ex Jurij Andropov) (rusky Пётр Великий) je jaderný raketový křižník třídy Kirov Námořnictva Ruské federace, vlajková loď Severního loďstva. Pojmenován byl po ruském imperátorovi Petru Velikém. Hlavním úkolem Pjotra Velikého je ničení operačních svazů letadlových lodí. Jedná se o největší válečnou neletadlovou loď světa, která je v aktivní službě.

## Konstrukce a výzbroj
Kýl křižníku byl položen v roce 1986 v loděnici Baltickij zavod v Petrohradu. Do služby byl zařazen v roce 1998.
Hlavní výzbroj sestávala z 20 nosičů protilodních střel P-700 Granit. Protiletadlovou obranu zajišťovalo 12 vrhačů systému S-300, 2 dvojnásobné 9K33 Osa a 2 osminásobné 9K330 Tor. Pro protiponorkový boj byly použity vrhače RBU-12000 a dva RBU-1000 a také trojice vrtulníků Kamov Ka-27. Dále byla loď vyzbrojena dvojicí 130mm děl AK-130 umístěných ve věži na zádi a desítkou 533mm torpédometů.
Připravuje se dozbrojení hypersonickými střelami s plochou dráhou letu typu 3M22 Zirkon.

## Služba

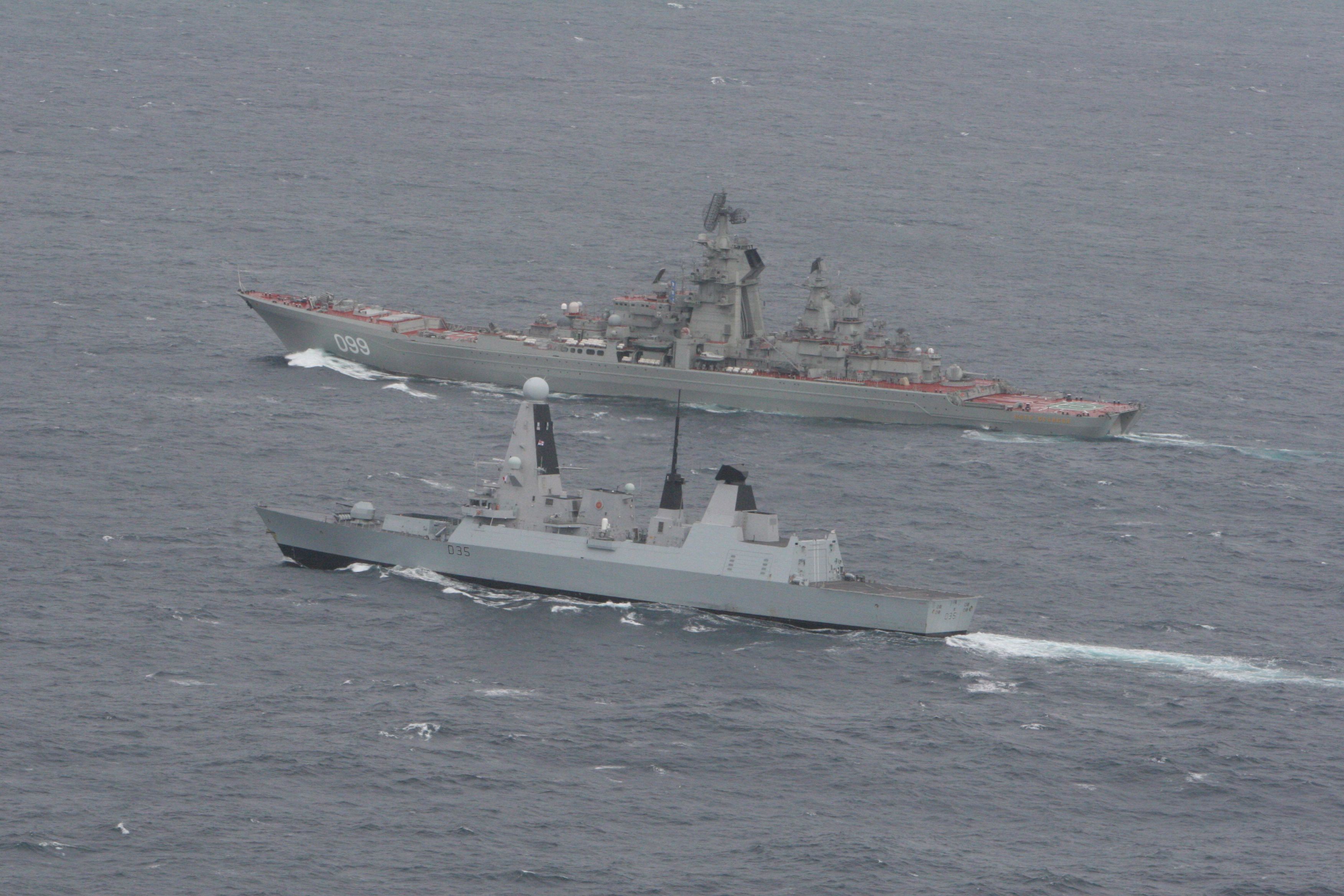
HMS Dragon (v popředí) s ruským křižníkem třídy Kirov "Pjotr Velikij". Válečná loď Královského námořnictva sledovala ruskou operační skupinu u pobřeží Brestu a setkala se s ní, když vplouvala do Lamanšského průlivu.

Po vstupu do služby byl zařazen do stavu Severního loďstva.
V září 2008 vyrazil spolu s protiponorkovou lodí Admiral Čabaněnko a dvěma dalšími loděmi do Karibského moře. Zde se v prosinci 2008 spolu s 12 venezuelskými plavidly zúčastnily společného rusko-venezuelského námořního cvičení VenRus 2008. Jednalo se o první zastávku ruských válečných lodí v této oblasti od konce studené války.
Na začátku roku 2009 se podílel na protipirátské operaci u břehů Somálska, kde se mu podařilo zajmout 10 pirátů.
Dne 22. října 2013 vyplul Pjotr Velikij ze Severomorsku a zamířil do Středozemního moře. Proplul Gibraltarskou úžinou a dne 2. listopadu zakotvil v Alboránském moři. Jednalo se o další krok k posílení ruské námořní přítomnosti ve Středomoří.
V prosinci 2014 podstoupil nácvik protiponorkového boje v severním Atlantiku, kdy v simulovaném boji stál proti několika ponorkám.
Během Mezinárodního vojensko-technického fóra Armija 2016 v září 2016 byl v Severodvinsku křižník otevřen návštěvám veřejnosti. V říjnu byl součástí svazu ruských lodí sestávajícího z letadlové lodi Admiral Kuzněcov a protiponorkových lodí Severomorsk a Vice-admiral Kulakov, který zamířil v rámci ruské intervence v Sýrii do Středozemního moře. Během proplouvání Lamanšského průlivu byl svaz monitorován fregatou HMS Richmond a torpédoborcem HMS Duncan britského Královského námořnictva.